# Clarence Brown
Clarence Brown (Clinton, Massachusetts, 1890. május 10. – Santa Monica, Kalifornia, 1987. augusztus 17.) amerikai filmrendező, filmproducer.

## Életpályája
A Tennessee Egyetemen mérnöki diplomát szerzett. 1914–1918 között repülőtiszt volt, majd megalapította a Brown motorcéget; autókereskedelemmel, gyártással foglalkozott, de a művészetek is érdekelték. Így került Hollywoodba, ahol Maurice Tourneur francia filmrendező asszisztense lett. Forgatókönyvet is írt, majd 1920-ban mesterével közösen filmre vitte James Fenimore Cooper közismert regényét, Az utolsó mohikánt, az akkoriban felfedezett Wallace Beery-vel. 1924-ben az Universal Pictures tagja lett. Később a Metro-Goldwyn-Mayerhez került az 1950-es évekig. 1953-ban visszavonult a filmszakmától. 1960-ban csillagot kapott a Hollywood Walk of Fame-en.

## Munkássága
Jó ízlésű, erősen intellektuális, a mesterség fogásait fölényesen alkalmazó művész volt. Jól választotta meg szereplőit. Több ízben együtt dolgozott Greta Garbo-val is. Kettejük nevéhez fűződik az Anna Karenina (1935) és a Walewska grófnő (1937) világsikere. Alkotásait drámai erő és fokozott érzelemgazdagság jellemezte. Egyik legköltőibb filmrendezése Az élet komédiája (1943), William Saroyan magyarul is megjelent Emberi történet című regényének filmváltozata. Ugyancsak irodalmi eredetű, William Faulkner műve nyomán készült a realista igényű, éles társadalombírálatú Betolakodó a porban (1949), amely elítéli a fajüldöző déli politikát, s néger hősének emberi méltóságát nyomatékosan hangsúlyozza. Árvíz Indiában című filmjének (1939) tömegjelenetei a monumentalitáshoz való érzékét bizonyították. 1943-ban Oscar-díjra jelölték Az élet komédiája (1943) című filmjét. 1946-ban Oscar-díjra jelölték Az őzgida című rendezői munkáját.

## Magánélete
1913-ban házasságot kötött Paul Herndon Pratt volt a felesége. 1922–1927 között Ona Wilson volt a párja. 1933–1945 között Alice Joyce (1890–1955) amerikai színésznővel élt együtt. 1946–1987 között Marian Ruth Spies volt a felesége.

## Filmjei
- Az utolsó mohikán (1920; Maurice Tourneurrel)
- A nagy megváltó (The Great Redeemer) (1920)
- A fény a sötétben (The Light in the Dark) (1922)
- Pillangó (Butterfly) (1924)
- A fekete sas (1925)
- Kiki (1926)
- Az asszony és az ördög (1926)
- A 98-as ösvény (The Trail of '98) (1928)
- Az asszonyok csodája (Wonder of Women) (1929)
- Anna Christie (1930)
- Románc (Romance) (1930)
- Inspiráció (Inspiration) (1931)
- Megszállott (Possessed) (1931)
- Egy szabad lélek (A Free Soul) (1931)
- Letty Lynton (1932)
- Emma (1932)
- Éjszakai repülés (Night Flight) (1933)
- Sadie McKee (1934)
- Anna Karenina (1935)
- Feleségek titkárnők ellen (1936)
- Walewska grófnő (1937)
- Emberi szívekből (Of Human Hearts) (1938)
- Az élet komédiása (1939)
- Árvíz Indiában (1939)
- Edison, a férfi (Edison, the Man) (1940)
- Jöjj, élj velem! (Come Live with Me) (1941)
- Bombayban találkoztak (They Met in Bombay) (1941)
- Az élet komédiája (Emberi színjáték) (1943)
- Dover fehér sziklái (1944)
- A nagy derby (1944)
- Az őzgida (1946)
- Szerelmi dal (1947)
- Betolakodó a porban (Intruder in the Dust) (1949)
- Angyalok Outfieldben (Angels in the Outfield) (1951)

## Díjai
- Mussolini Kupa a legjobb külföldi filmnek (1935) Anna Karenina